# Río Colorado (Costa Rica)
El río Colorado es un río de Costa Rica, perteneciente a la sub-vertiente norte de la Vertiente del Caribe. Riega la parte más septentrional de las llanuras de Tortuguero, ubicadas entre las provincias de Heredia y Limón, en el Caribe costarricense. Nace como un brazo del río San Juan, desprendiéndose de este y formando un arco hacia el sureste, dividiéndose luego en dos ramas: el río Colorado propiamente dicho, y el río Caño Bravo, que separan las islas fluviales de Brava y Calero. Ambos ríos, finalmente, desembocan en un delta en el Mar Caribe.
Junto con su más importante afluente, el río Chirripó Norte, el río Colorado forma el sistema Colorado-Chirripó, de 96 km de extensión. Es navegable en gran parte de su curso, lo que lo hace fundamental para la subsistencia de la mayoría de las poblaciones ubicadas en esta alejada zona del país, como Fátima de Sarapiquí, San Antonio, Delta Costa Rica y Barra del Colorado, que dependen económicamente de este río. Un canal artificial comunica el Colorado con el río Tortuguero, lo que permite la navegación entre el río Colorado y el puerto de Moín, en Limón.
La cuenca del río Colorado se halla protegida por el Refugio Nacional de Fauna Silvestre Barra del Colorado, el más grande del país en lo referente a la protección estricta de flora y fauna. Este refugio protege importantes humedales categorizados como Sitios Ramsar, además de fauna en peligro de extinción y diversos tipos de bosques pantanosos. El río también es un destino turístico apetecido, no solo por la presencia del refugio de fauna silvestre, sino porque en sus aguas se pueden realizar actividades de pesca deportiva.